# Chiesa di Nostra Signora di Bonaria (Armungia)
La chiesa di Nostra Signora di Bonaria è una chiesa campestre situata in territorio di Armungia, centro abitato della Sardegna sud-orientale. Consacrata al culto cattolico, fa parte della parrocchia della Beata Vergine Immacolata, arcidiocesi di Cagliari.

La chiesa è ubicata sul colle omonimo a poca distanza dall'abitato.